# Deense parlementsverkiezingen 2019
De parlementsverkiezingen in het Koninkrijk Denemarken van 2019 werden gehouden op 5 juni 2019. Hierbij werd voor een periode van vier jaar een nieuw Folketing gekozen, dat 179 zetels telt. De verkiezingen werden op 7 mei 2019 aangekondigd door toenmalig premier Lars Løkke Rasmussen. De sociaaldemocraten werden de grootste partij, onder leiding van Mette Frederiksen. Zij vormde hierop een nieuw kabinet.

## Achtergrond
Bij de vorige parlementsverkiezingen in het Koninkrijk Denemarken, op 18 juni 2015, kwam de sociaaldemocratische partij van toenmalig premier Helle Thorning-Schmidt als grootste uit de bus. De oppositiepartijen, verenigd in het 'blauwe blok' bemachtigden echter een meerderheid, waardoor Venstre-leider Lars Løkke Rasmussen de opdracht kreeg een regeringscoalitie te vormen. Toen hij hier niet in slaagde, werd hij premier van een minderheidskabinet, dat alleen uit leden van zijn eigen liberale partij bestond. Vanaf november 2016 presenteerde Rasmussen alsnog een nieuw kabinet, bestaande uit een coalitie van Venstre, Liberal Alliance en De Conservatieve Volkspartij. Ook dit was een minderheidskabinet, dat gesteund werd door de Deense Volkspartij.
De Deense grondwet schrijft voor dat parlementsverkiezingen plaats moeten vinden binnen vier jaar na de vorige. Premier Rasmussen bepaalde de datum op 5 juni 2019. Van de 179 zetels zijn er twee gereserveerd voor volksvertegenwoordigers uit de Faeröer. Ook Groenland is met twee zetels vertegenwoordigd.
Ten opzichte van de vorige verkiezingen waren er een aantal nieuwe partijen die genoeg steun verwierven om aan deze verkiezingen te mogen deelnemen. Dit betroffen de rechtse partijen Nye Borgerlige en Stram Kurs, alsmede de centrumrechtse partij van Klaus Riskær Pedersen.

## Uitslagen
| Denemarken                                                         |                                |           |            |        |          |
| Partijen (Lettersymbool) (Nederlandse vertaling)                   | Partijleiders                  | Stemmen   | Percentage | Zetels | Verschil |
| Rode blok                                                          |                                |           |            |        |          |
| Socialdemokraterne (A) (Sociaaldemocraten)                         | Mette Frederiksen              | 915.415   | 25,9%      | 48     | 1        |
| Radikale Venstre (B) (Sociaal-liberale partij)                     | Morten Østergaard              | 304.427   | 8,6%       | 16     | 8        |
| Socialistisk Folkeparti (F) (Socialistische Volkspartij)           | Pia Olsen Dyhr                 | 272.062   | 7,7%       | 14     | 7        |
| Enhedslisten – De Rød-Grønne (Ø) (Eenheidslijst - De Rood-Groenen) | Collectief leiderschap         | 244.664   | 6,9%       | 13     | 1        |
| Blauwe blok                                                        |                                |           |            |        |          |
| Venstre (V) (Liberale Partij)                                      | Lars Løkke Rasmussen           | 825.450   | 23,4%      | 43     | 9        |
| Det Konservative Folkeparti (C) (De Conservatieve Volkspartij)     | Søren Pape Poulsen             | 233.348   | 6,6%       | 12     | 6        |
| Dansk Folkeparti (O) (Deense Volkspartij)                          | Kristian Thulesen Dahl         | 308.241   | 8,7%       | 16     | 21       |
| Liberal Alliance (I) (Liberale Alliantie)                          | Anders Samuelsen               | 82.227    | 2,3%       | 4      | 9        |
| Kristendemokraterne (K) (Christendemocraten)                       | Isabelle Arendt                | 61.208    | 1,8%       | 0      | 0        |
| Overig                                                             |                                |           |            |        |          |
| Alternativet (Å) (Het Alternatief - Groene partij)                 | Uffe Elbæk                     | 104.149   | 3,0%       | 5      | 4        |
| Nye Borgerlige (D) (Nieuw Rechts)                                  | Pernille Vermund               | 83.225    | 2,4%       | 4      | Nieuw    |
| Stram Kurs (P) (Strakke Koers)                                     | Rasmus Paludan                 | 63.093    | 1,8%       | 0      | Nieuw    |
| Klaus Riskær Pedersen (E)                                          | Klaus Riskær Pedersen          | 29.621    | 0,9%       | 0      | Nieuw    |
| Onafhankelijken                                                    | Onafhankelijken                | 2.774     | 0.1%       | 0      | 0        |
| blanco/ongeldig                                                    | blanco/ongeldig                | 37.801    | -          | -      | -        |
|                                                                    |                                |           |            |        |          |
| Totaal                                                             | Totaal                         | 3.569.521 | 100%       | 175    |          |
| Geregistreerde kiezers/opkomst                                     | Geregistreerde kiezers/opkomst | 4.219.537 | 84,6%      | -      |          |
| Faeröer                                                            |                                |           |            |        |          |
| Sambandsflokkurin (Uniepartij)                                     | Bárður á Steig Nielsen         | 7.349     | 28,3%      | 1      | 1        |
| Javnaðarflokkurin (Sociaaldemocratische Partij)                    | Aksel Johannesen               | 6.630     | 25,5%      | 1      | 0        |
| Hin føroyski fólkaflokkurin (Faeröer Volkspartij)                  | Jørgen Niclasen                | 6.181     | 23,8%      | 0      | 0        |
| Tjóðveldi (Republiek)                                              | Høgni Hoydal                   | 4.830     | 18,6%      | 0      | 1        |
| Framsókn (Vooruitgang)                                             | Poul Michelsen                 | 639       | 2,5%       | 0      | 0        |
| Sjálvstýri (Nieuw Zelfbestuur)                                     | Jógvan Skorheim                | 333       | 1,3%       | 0      | 0        |
| blanco/ongeldig                                                    | blanco/ongeldig                | 244       | -          | -      | -        |
|                                                                    |                                |           |            |        |          |
| Totaal                                                             | Totaal                         | 26.206    | 100%       | 2      |          |
| Geregistreerde kiezers/opkomst                                     | Geregistreerde kiezers/opkomst | 37.264    | 70,3%      | -      |          |
| Groenland                                                          |                                |           |            |        |          |
| Inuit Ataqatigiit (Inuitgemeenschap)                               | Múte Bourup Egede              | 6.881     | 33,4%      | 1      | 0        |
| Siumut (Voorwaarts)                                                | Kim Kielsen                    | 6.058     | 29,4%      | 1      | 0        |
| Demokraatit (Democraten)                                           | Niels Thomsen                  | 2.262     | 11,0%      | 0      | 0        |
| Nunatta Qitornai (de Afstammelingen van Ons Land)                  | Vittus Qujaukitsoq             | 1.616     | 7,8%       | 0      | Nieuw    |
| Partii Naleraq                                                     | Hans Enoksen                   | 1.565     | 7,6%       | 0      | 0        |
| Atassut (Solidariteit)                                             | Siverth K. Heilmann            | 1.099     | 5,3%       | 0      | 0        |
| Suleqatigiissitsisut (Samenwerkingspartij)                         | Michael Rosing                 | 520       | 2,5%       | 0      | Nieuw    |
| blanco/ongeldig                                                    | blanco/ongeldig                | 614       | -          | -      | -        |
|                                                                    |                                |           |            |        |          |
| Totaal                                                             | Totaal                         | 20.615    | 100%       | 2      |          |
| Geregistreerde kiezers/opkomst                                     | Geregistreerde kiezers/opkomst | 41.344    | 49,9%      | -      |          |

1849 · 1852 · 1853 (I) · 1853 (II) · 1854 · 1855 · 1858 · 1861 · 1864 · 1866 (jun) · 1866 (okt) · 1869 · 1872 · 1873 · 1876 · 1879 · 1881 (I) · 1881 (II) · 1884 · 1887 · 1890 · 1892 · 1895 · 1898 · 1901 · 1903 · 1906 · 1909 · 1910 · 1913 · 1915 · 1918 · 1920 (I) · 1920 (II) · 1920 (III) · 1924 · 1926 · 1929 · 1932 · 1935 · 1939 · 1943 · 1945 · 1947 · 1950 · 1953 (I) · 1953 (II) · 1957 · 1960 · 1964 · 1966 · 1968 · 1971 · 1973 · 1975 · 1977 · 1979 · 1981 · 1984 · 1987 · 1988 · 1990 · 1994 · 1998 · 2001 · 2005 · 2007 · 2011 · 2015 · 2019 · 2022